# Jean Louis Debilly
Jean Louis Debilly [dəbili], né le 30 juillet 1763 à Dreux et mort le 14 octobre 1806 à la bataille d'Auerstaedt, est un général français de la Révolution et de l’Empire.

## Biographie

### Origines et famille
Né le 30 juillet 1763 à Dreux, place du Grand Carrefour, où son père, Jean Louis de Billy, est potier d'étain. Il est baptisé le 31 juillet 1763 à Saint-Pierre de Dreux. Il épouse le 30 mai 1787, à Paris, Marie Jeanne Chenard, qui meurt en l'an VI, puis Marie Barbe Saum (fille de Jean Daniel Saum), à Strasbourg, le 21 mars 1800. Son patronyme est parfois orthographié de Billy.

### Carrière
Il commence ses études au collège de Dreux, les continue à celui de Chartres et les finit à Paris. Il devient professeur de mathématiques à l'école militaire de Paris, en septembre 1785.
Il s'enrôle dans la garde nationale en juillet 1789 et intègre l'artillerie. Il est d'abord nommé capitaine commandant des canonniers du bataillon des Pères-Nazareth puis adjudant d'artillerie, chargé des fonctions d'adjudant général de l'artillerie des trois premières légions.
Le 4 septembre 1792, le général Santerre lui confie le commandement de toutes les compagnies de canonniers des bataillons de la garde nationale dirigés vers Épernay. Affecté à l'Armée du Centre sous Luckner et Dumouriez, il prend sous son commandement l'artillerie de Châlons et le parc de Saint-Michel. Ensuite, il est attaché à La Bourdonnais comme chef d'état-major.
Revenu à Paris, après la Bataille de Jemappes, le 18 mars 1793, sur la demande du général La Bourdonnais, il est envoyé à l'armée des côtes de Brest où l'artillerie est placée sous ses ordres. Il se fait remarquer par son sens de l'organisation,  l'instruction et la bonne gestion de ses troupes.
Le 23 mai 1793, le général de Canclaux le fait entrer dans l'armée régulière au grade d'adjoint aux adjudants généraux. Le commandement de l'artillerie de l'armée des côtes lui est rendu dont il assure en grande partie les succès obtenus sur les Vendéens à Nantes. Le général de Canclaux l'en récompense par le grade d'adjudant général chef de bataillon.
Il participe à plusieurs batailles en Bretagne : à Ancenis sous les ordres du général Grouchy, puis à la Bataille de Dol et du Mans sous Kléber et Marceau.
Debilly commande par la suite la place de Rennes où il se lie d'amitié avec les généraux Kléber, Dumas et Marceau qui, comme lui, viennent du collège de Chartres. Il tombe malade et se voit obliger d'abandonner l'armée des côtes le 16 novembre 1794 pour se reposer à Argenteuil. Mais dès le 10 décembre 1794, le Comité de salut public l'envoie à l'armée de Rhin-et-Moselle avec laquelle il prend part au Blocus de Mayence en qualité d'adjudant général et chef d'état major de Kléber, avec lequel il passe à l'Armée de Sambre-et-Meuse.
En avril 1795, il est nommé général de brigade et doit retourner à l'Armée du Rhin pour y prendre son nouveau commandement, mais Kléber face aux regrets exprimés par Kleber, Debilly refuse son avancement pour continuer à servir sous ses ordres. Il est attaché comme chef d'état-major auprès du général Marceau et prend part au siège de la forteresse d'Ehrenbreitstein ainsi qu'aux opérations sur le Hundsruck. Après la mort du Général Marceau, les généraux du Muy et de Ligniville qui le remplacent, lui conservent sa fonction de chef d'état-major, mais il tombe de nouveau malade et doit retourner à Paris. Le général Championnet le demande à l'état-major et il retourne à l'Armée de Sambre-et-Meuse.
Il est ensuite appelé à l'armée d'Angleterre dont le Directoire a décidé la création à la suite de la signature du traité de Campo-Formio, puis devient chef d'état-major du général Saint-Cyr qui commande l'Armée de Mayence. Il reçoit, au cours d'un combat, une balle qui lui traverse l'épaule gauche. Cette blessure est jugée mortelle, mais il parvient à en guérir et part à Strasbourg achever sa guérison. À peine rétabli, il est placé sous les ordres du général Sainte-Suzanne. Le 14 juillet 1799, le Directoire lui décerne en récompense de sa conduite une carabine et deux paires de pistolets d'honneur.
Six semaines après le coup d'État du 18 Brumaire, il reçoit l'ordre de se rendre à l'Armée du Rhin et fait partie de la commission chargée de reconnaître militairement la frontière française et participe à plusieurs combats.
En décembre 1801, il est attaché à la 24e division territoriale commandée par le général Belliard et envoyé à Anvers pour commander le département des Deux-Nèthes. Le 31 août 1803, il quitte Anvers pour se rendre au camp de Bruges sous les ordres du général Davout. Il y commande temporairement la 1re division, dont le quartier général est à Ostende.
En août 1804, Napoléon visite le camp de Bruges et le récompense pour ses services tant dans l'armée d'active que pour le commandement de la subdivision territoriale des Deux-Nèthes, en le nommant commandeur de la Légion d'honneur et en admettant, en mars 1805, son fils aîné au nombre des pages de sa maison. Il participe ensuite à la Bataille d'Austerlitz sous les ordres de Davout.
Il est tué à la bataille d'Auerstaedt, le 14 octobre 1806, alors qu'il commande la 1re brigade de la 1re division du 3ecorps : il est d'abord frappé d'une balle à l'épaule gauche. Malgré la gravité de sa blessure, il ne quitte pas son poste, mais peu de temps après un biscaïen lui traverse la poitrine. Napoléon Ier lui reconnait le grade de général de division qui lui aurait été conféré sur le champ de bataille s'il avait survécu à ses blessures.

### Postérité

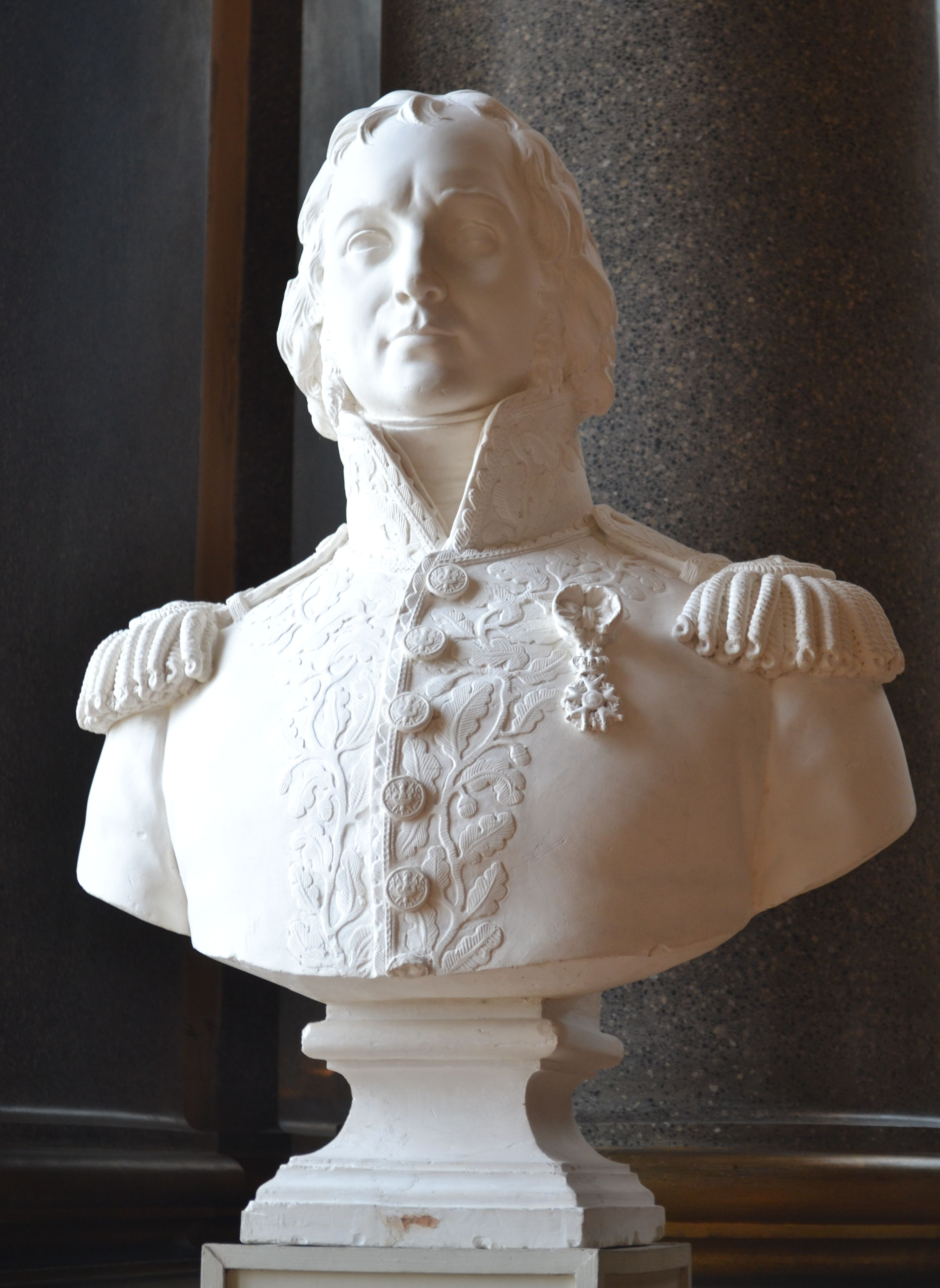
Buste de Jean Louis Debilly, galerie des Batailles du château de Versailles.

Le général Debilly laisse deux fils et une fille.
Son fils aîné, Charles de Billy, sort des pages en 1807 pour entrer au 3e dragons. Devenu aide de camp du Général de Montmarie, il a le bras droit emporté à la bataille de Sagonte, ce qui ne l'empêche pas de continuer à servir dans l'armée d'active. A 21 ans, il est chef de bataillon au 3e d'infanterie légère. Créé chevalier de l'Empire en 1813, il est tué d'un coup de feu sous les murs de Tortosa en 1813. 
Son second fils, Édouard de Billy, est inspecteur du corps des mines. Son fils, petit-fils du général Debilly, est conseiller référendaire à la Cour des comptes et père de l'ambassadeur Robert de Billy.
Sa fille a épousé Auguste Brakenhoffer, sous-préfet de Remiremont.

## Distinctions et hommages

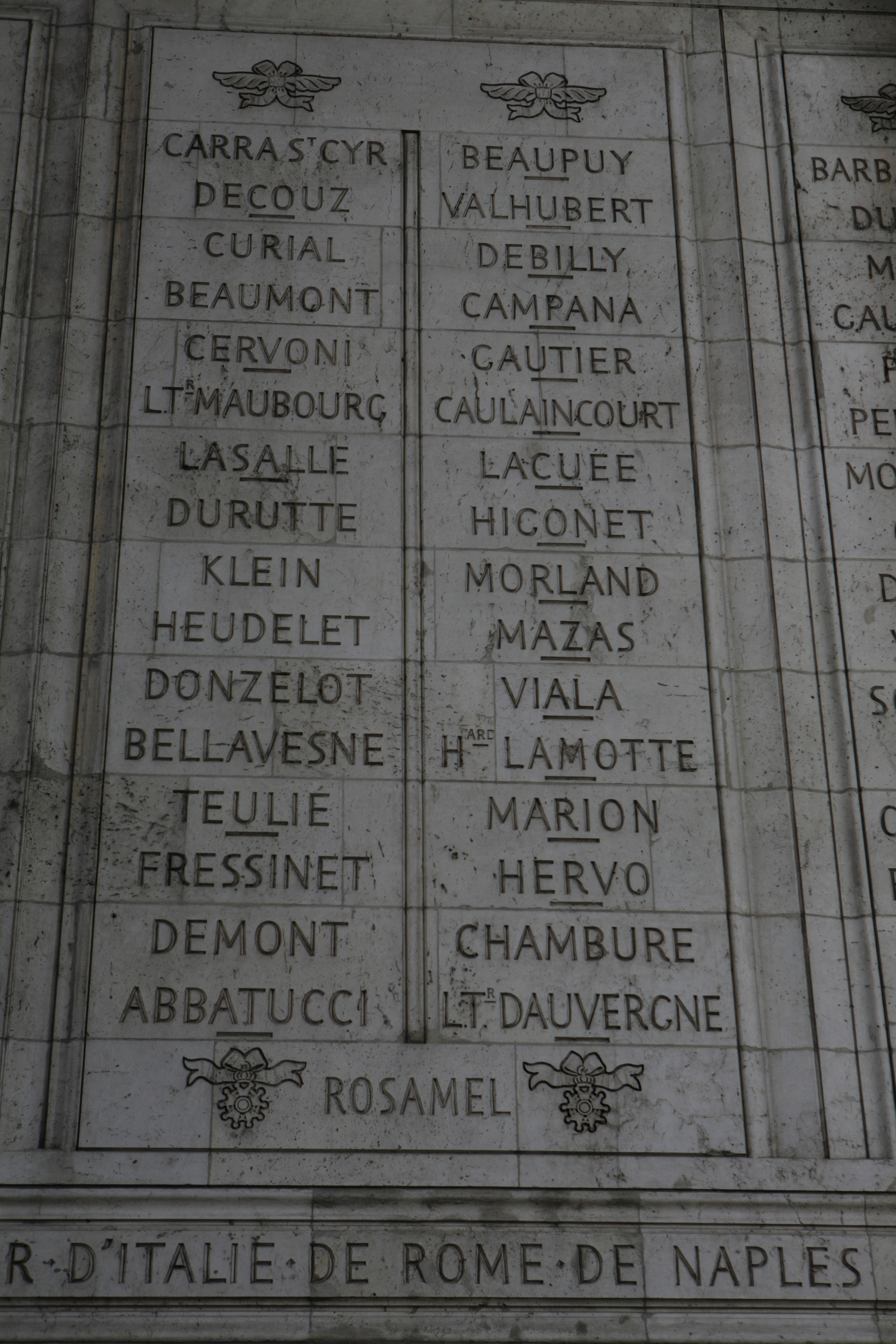
Noms gravés sous l'arc de triomphe de l'Étoile : pilier Est, 17e et.

- Il fait partie des 660 personnalités à avoir son nom gravé sous l'arc de triomphe de l'Étoile. Il apparaît sur la 18e colonne.
- Dans la galerie des batailles du château de Versailles, il existe de lui un buste en marbre par Jean-Baptiste Debay.
- À Paris (16e et 7e arrondissements), son nom a été donné au quai Debilly (voie qui conserva ce nom jusqu’en 1918 avant de devenir l'Avenue de New-York), au port Debilly et à la passerelle Debilly.
- À la fin du XIXe siècle, la famille Debilly a fait poser, à Dreux, au carrefour de Billy une plaque commémorative destinée à rappeler le souvenir de leur ancêtre et a offert à la ville son portrait.

## Sources
- Biographie du général
- Notices d'autorité :   - VIAF
  - IdRef
- Ressource relative à la vie publique :   - base Léonore
- A. Lievyns, Jean Maurice Verdot, Pierre Bégat, Fastes de la Légion-d'honneur, biographie de tous les décorés accompagnée de l'histoire législative et réglementaire de l'ordre, Tome 3, Bureau de l’administration, 1842, 529 p. (lire en ligne), p. 100.
- Albert Révérend, Armorial du Premier Empire, tome 1, Honoré Champion, libraire, Paris, 1897, p. 96.